# Малый Букрин
Ма́лый Букри́н (укр. Малий Букрин) — село, входит в Мироновский район Киевской области Украины.
Население по переписи 2001 года составляло 220 человек. Почтовый индекс — 08810. Телефонный код — 4574. Занимает площадь 16,99 км². Код КОАТУУ — 3222984001.

## Местный совет
08810, Київська обл., Миронівський р-н, с.Малий Букрин, вул.Ватутіна,39

## История
В XIX веке село Малый Букрин было в составе Трактомировской волости Каневского уезда Киевской губернии. В селе Малый Букрин была Михайловская церковь. Священнослужители Михайловской церкви:
- 1779-1802 - священник Григорий Федорович Улянецкий (Волянский)
- 1848 - священник Яков Григорьевич Уляницкий, пономарь Яков Карпович Дедицкий
- 1848-1866 - дьячок Иосиф Маркович Ориновский
- 1866 - священник Фома Иванович Лисинский